# Campionati del mondo di atletica leggera 2005 - Maratona maschile
La gara della maratona maschile dei Campionati del mondo di atletica leggera di Helsinki 2005 si è disputata nella giornata del 13 agosto.

## Podio
| Posizione | Atleta              | Paese    |
| --------- | ------------------- | -------- |
| Oro       | Jaouad Gharib       | Marocco  |
| Argento   | Christopher Isengwe | Tanzania |
| Bronzo    | Tsuyoshi Ogata      | Giappone |

## Risultati
1. Jaouad Gharib,  Marocco 2h 10'10"
2. Christopher Isengwe,  Tanzania 2h 10'21"
3. Tsuyoshi Ogata,  Giappone 2h 11'16"
4. Toshinari Takaoka,  Giappone 2h 11'53"
5. Samson Ramadhani,  Tanzania 2h 12'08"
6. Alex Malinga,  Uganda 2h 12'12"
7. Paul Biwott,  Kenya 2h 12'39"
8. Julio Rey,  Spagna 2h 12'51"
9. Brian Sell,  Stati Uniti 2h 13'27"
10. Marílson Gomes dos Santos,  Brasile 2h 13'40"
11. Robert Cheboror,  Kenya 2h 14'08"
12. Dan Robinson,  Regno Unito 2h 14'26"
13. Gudisa Shentama,  Etiopia 2h 15'13"
14. Wataru Okutani,  Giappone 2h 15'30"
15. Luc Krotwaar,  Paesi Bassi 2h 15'47"
16. Rafał Wójcik,  Polonia 2h 16'24"
17. Ottaviano Andriani,  Italia 2h 16'29"
18. Luís Jesus,  Portogallo 2h 16'33"
19. Ambesse Tolosa,  Etiopia 2h 16'36"
20. Satoshi Irifune,  Giappone 2h 17'22"
21. Haile Satayin,  Israele 2h 17'26"
22. Clinton Verran,  Stati Uniti 2h 17'42"
23. Abdelkebir Lamachi,  Marocco 2h 17'53"
24. Luís Novo,  Portogallo 2h 18'36"
25. Yared Asmerom,  Eritrea 2h 18'46"
26. Antoni Bernadó,  Andorra 2h 19'06"
27. Scott Westcott,  Australia 2h 19'18"
28. Scott Winton,  Nuova Zelanda 2h 19'41"
29. Joseph Riri,  Kenya 2h 19'51"
30. José Manuel Martínez,  Spagna 2h 20'07"
31. Hailu Negussie,  Etiopia 2h 20'25"
32. Ri Kyong-Chol,  Corea del Nord 2h 20'35"
33. André Luiz Ramos,  Brasile 2h 21'06"
34. Juan Vargas,  Messico 2h 21'29"
35. Ruggero Pertile,  Italia 2h 21'34"
36. Abdelhakim Bagy,  Francia 2h 21'49"
37. Wodage Zvadya,  Israele 2h 21'57"
38. Nelson Cruz,  Capo Verde 2h 22'12"
39. Francis Kirwa,  Finlandia 2h 22'22"
40. Jason Lehmkuhle,  Stati Uniti 2h 22'46"
41. Claudir Rodrigues,  Brasile 2h 23'11"
42. Pamenos Ballantyne,  Saint Vincent e Grenadine 2h 23'18"
43. Jonathan Wyatt,  Nuova Zelanda 2h 23'19"
44. Huw Lobb,  Regno Unito 2h 23'38"
45. Alberto Chaíça,  Portogallo 2h 23'42"
46. Grigoriy Andreyev,  Russia 2h 23'50"
47. Asaf Bimro,  Israele 2h 23'58"
48. Michitaka Hosokawa,  Giappone 2h 24'38"
49. Clodoaldo da Silva,  Brasile 2h 25'02"
50. Kamal Ziani,  Spagna 2h 25'06"
51. Peter Gilmore,  Stati Uniti 2h 25'17"
52. Alfredo Arévalo,  Guatemala 2h 25'37"
53. Yrjö Pesonen,  Finlandia 2h 25'39"
54. Je In-Mo,  Corea del Sud 2h 26'39"
55. Ismaïl Sghyr,  Francia 2h 27'07"
56. Oleg Bolkhovets,  Russia 2h 27'08"
57. Cristian Villavicencio,  Nicaragua 2h 27'50"
58. Jeroen van Damme,  Paesi Bassi 2h 29'22"
59. Chad Johnson,  Stati Uniti 2h 30'45"
60. Cho Keun-Hyung,  Corea del Sud 2h 31'59"
61. Bat-Ochiryn Ser-Od,  Mongolia 2h 36'31"
  - Ahmed Jumaa Jaber,  Qatar dnf
  - António Sousa,  Portogallo dnf
  - Aman Majid Awadh,  Qatar dnf
  - Saïd Belhout,  Algeria dnf
  - David Ramard,  Francia dnf
  - Wilson Onsare,  Kenya dnf
  - José Ríos,  Spagna dnf
  - Stefano Baldini,  Italia dnf
  - Vanderlei de Lima,  Brasile dnf
  - Anuradha Cooray,  Sri Lanka dnf
  - Collin Khoza,  Sudafrica dnf
  - Khalid El Boumlili,  Marocco dnf
  - Al Mustafa Riyadh,  Bahrein dnf
  - Getuli Bayo,  Tanzania dnf
  - Abderrahime Bouramdane,  Marocco dnf
  - Dmitriy Burmakin,  Russia dnf
  - Gashaw Melese,  Etiopia dnf
  - Tsotang Simon Maine,  Lesotho dnf
  - Tuomo Lehtinen,  Finlandia dnf
  - Migidio Bourifa,  Italia dnf
  - Jimmy Muindi,  Kenya dnf
  - Alberico di Cecco,  Italia dnf
  - Kim Yi-Yong,  Corea del Sud dnf
  - Janne Holmén,  Finlandia dnf
  - José Amado García,  Guatemala dnf
  - Shadrack Hoff,  Sudafrica dnf
  - Gert Thys,  Sudafrica dnf
  - Zepherinus Joseph,  Saint Lucia dnf
  - Hendrick Ramaala,  Sudafrica dnf
  - Makhosonke Fika,  Sudafrica dnf
  - Ahmed Ezzobayry,  Francia dnf
  - Jean-Paul Gahimbaré,  Burundi dnf
  - Zebedayo Bayo,  Tanzania dnf
  - David Sumukwo,  Uganda dns